# Moritzoppia myrmophila
Moritzoppia myrmophila är en kvalsterart som först beskrevs av Gordeeva och Grishina 1991.  Moritzoppia myrmophila ingår i släktet Moritzoppia och familjen Oppiidae.

## Underarter
Arten delas in i följande underarter:
- M. m. myrmophila
- M. m. altaica